# Bålnavling
Bålnavling (Lichenomphalia hudsoniana) är en lavart som först beskrevs av H.S. Jenn., och fick sitt nu gällande namn av Redhead, Lutzoni, Moncalvo & Vilgalys 2002. Bålnavling ingår i släktet Lichenomphalia och familjen Hygrophoraceae.  Arten är reproducerande i Sverige. Inga underarter finns listade i Catalogue of Life.